# Airbase
Airbase, właśc. Jezper Söderlund (ur. 27 sierpnia 1980) – szwedzki producent muzyki elektronicznej, występujący głównie pod aliasem Airbase. Początki jego kariery sięgają roku 1994, kiedy zaczął tworzyć swoje pierwsze produkcje w programie Scream Tracker.

## Życiorys
Produkcje i remiksy Airbase zaczęły być coraz bardziej popularne od roku 2000, kiedy podpisał swój pierwszy kontrakt. Choć częstym jest używanie kilku aliasów przez producentów muzyki elektronicznej, Jezper jest szczególnie osławiony przez używanie ponad tuzina (Scarab, First & Andre (razem z jego bratem), Ozone, Moon, Inner State, J., J.E.Z.P., J.L.N.D., JZ, Loken, Mono, Narthex, One Man Army, Parc, Rah, oraz Mika J).
Jego wpływy na scenie Trance rosną, zarówno dzięki jemu, jak i innym artystom. W kwietniu 2007 Tiësto wydał swój piąty solowy album, Elements of Life. Podczas koncertu z okazji jego premiery zagrał jeden z jego popisowych numerów Jezpera – Medusa. Niedługo potem Airbase zremiksował jego utwór „Break My Fall”.
Jezper jest także współzałożycielem i autorem pierwszego layoutu strony trance.nu. Jest także prowadzącym comiesięcznej audycji „Re-Mix” w internetowym radiu Afterhours.fm.

### Życie osobiste
Jezper wydał 1 października oświadczenie na swojej stronie mówiące o tym, że 27 września zaręczył się z Jessicą Ramboldt, autorką słów do singla Airbase „Denial” (jako Flora Ambra).

## Dyskografia
- Airbase – Lucid (Moonrising Records)
- Airbase – Tangerine/Spion (Intuition)
- Airbase – Escape/For The Fallen (Intuition)
- Airbase – One Tear Away/Rest In Peace/Medusa (Intuition)
- Airbase – Roots (Moonrising Records)
- Airbase – Garden State/Moorea (Somatic Sense)
- Airbase – Sinister (Gesture Music)
- Airbase – Emotion (Alphabet City)
- Airbase – Genie (Alphabet City)
- Airbase – Pandemonium/Ocean Realm (Alphabet City)
- Airbase – August (Airbase)
- Airbase – Modus Operandi (Armada Music)
- Airbase – Panache (Flashover Recordings)
- Airbase feat. Floria Ambra – Denial (Black Hole Recordings)
- Airbase – Back (Black Hole Recordings)
- First & André – Cruiser (High Contrast Recordings)
- First & André – Widescreen (High Contrast/Be Yourself Music)
- Inner State – Changes (Gesture Music)
- Scarab vs Inzite – Unity Of Earth 2002 (EMT Design)
- Scarab – Vagabond (Armada Music)
- Ozone – Ionize (Gesture Music)
- Ozone – Rock (Gesture Music)
- Ozone – Rock (Take A Stand) (Gesture Music)
- Ozone – Q (Gesture Music)
- Jezper Söderlund – Angel (Alphabet City)
- Rah – Pole Position/Seven (Platipus Records)
- Rah – Glow/Wave (Platipus Records)
- J. – I Scream/Breaking The Silence (Armada)
- Mono – Rise (Mondo Records)
- Narthex – Bully (Discover Dark)
- One Man Army – The Anthem/Ballroom Dancer (J00F)
- Jezper – Monastery Hill (Afterglow Records)
- Jezper – Requiem (Afterglow Records)

## Remiksy
- Tiësto feat. BT – Break My Fall (Airbase Remix)
- Armin van Buuren – Wall Of Sound (Airbase Pres. Parc Rmx)
- Imogen Heap – The Moment I Said It (Airbase Pres. Scarab Remix)
- Iio – Smooth (Airbase Rmx)
- Majai – Lightwave (Airbase Rmx)
- Stan Void – When You Know (Airbase Rmx)
- Carl B – Social Suicide (Airbase Pres. Parc Rmx)
- Matt Darey pres. Tekara – I Wanna be an Angel (Airbase Rmx)
- Above & Beyond – Far From In Love (Airbase Rmx)
- Blank & Jones – Watching The Waves (Moon Rmx)
- Safri Duo – Rise (Airbase Damage Remix)
- Arc In The Sky – Kissed (Airbase pres. Parc Remix)
- Mike Foyle & Signalrunners – Love Theme Dusk (Airbase pres. Parc Remix)
- Lennox – Flying Among The Stars (Airbase Remix)
- Alex Morph – Flaming Clouds (Airbase Rmx)
- Jaron Inc – Nothing To Lose (Airbase Remix)
- Jacob & Mendez – Moondust (Airbase Rmx)
- Mat Silver & Tony Burt – Ultimate Wave (Airbase Rmx)
- Envio – Touched By The Sun (Airbase Rmx)
- Michael Splint feat. Sasha – Secrets Broke My Heart (Airbase Rmx)
- Anergy vs. Nordlicht – In Music (Airbase Remix)
- Double N – Forever And A Day (Airbase Rmx)
- Solarstone – Solarcoaster (Airbase Remix)
- O’Callaghan & Kearney – Restricted Motion (Airbase Remix)
- DJ Stigma – The Answer (Scarab Rmx)
- Labworks – Ibiza Sunrise (Scarab Rmx)
- Avanto – The Flute (Airbase Remix)
- Inner Motion – Seven Seals (Scarab Rmx)
- Inner Motion – How Did You (Scarab Rmx)
- Simon Paul and Tissot – Love Again (Airbase Remix)
- Unknown Source – Nadjanema (Airbase Rmx)
- Nebulus – Destination Paradise (Ozone Remix)
- Tajana – Badis Theme (Airbase Remix)
- Kenny Hayes – Daybreaker (Airbase Elektech Remix)
- Matanka – Near Me (Airbase Remix)
- Calanit – Sculptured (Airbase Remix)
- Duderstadt – Mahananda (Airbase Remix)
- Talla 2XLC – Carry Me (Airbase Remix)
- Denleo – Naked (Airbase Remix)
- Jamaster A – Bells Of Tiananmen (Airbase Remix)
- Jamaster A – One Night in Beijing (Airbase Remix)
- Shane 54 – Valahol (Airbase Remix)
- Majai – Lightwave (Airbase Remix)
- Yamin feat Marcie – So Tired (Airbase Remix)
- Arksun – Arisen (Airbase pres. Parc Remix)
- Undersun feat. Mark Otten – Capoeira (Scarab Remix)
- Gouryella – Ligaya (Airbase Remix)
- Tiësto – Elements of Life (Airbase Remix)

## Albumy
- Airbase – We Might Fall (2011)

## Wyróżnienia
- 2004 Najpopularniejszy Nordycki DJ (Megamind)